# Imabari (Ehime)
Imabari (今治市 Imabari-shi?) es una ciudad localizada en la prefectura de Ehime, Japón. En junio de 2019 tenía una población estimada de 152.373 habitantes y una densidad de población de 364 personas por km². Su área total es de 419,14 km².

## Características
El número de habitantes de la ciudad es la segunda dentro de la Prefectura, detrás de la Ciudad de Matsuyama, la capital de la misma. Desde tiempos antiguos fue un centro importante para la navegación del mar Interior de Seto y por esa razón fue en su momento capital del País de Iyo (伊予国 Iyo-no-Kuni?), denominación por la que se conocía la región ocupada por la actual prefectura.
Cuenta con el edificio más alto de la prefectura de Ehime, el Hotel Internacional Imabari (今治国際ホテル Imabari Kokusai Hoteru?), de 23 pisos y 101,7 m de altura.
El 16 de enero de 2005 absorbe los pueblos de Hakata, Kamiura, Kikuma, Miyakubo, Namikata, Oomishima, Oonishi, Tamagawa y Yoshiumi, y las villas de Asakura y Sekizen (todas del Distrito de Ochi).
Limita con las ciudades de Matsuyama, Toon, y Saijo; y el Pueblo de Kamijima del Distrito de Ochi, todas en la prefectura de Ehime. Además limita con las ciudades de Fukuyama, Kure, Onomichi y el pueblo de Oosakikamijima, todas en la prefectura de Hiroshima.
Su centro histórico es el Castillo de Imabari y es conocida en Japón por sus astilleros navales y la producción de toallas, además del yakitori.

## Geografía
Se encuentra en la costa del mar Interior de Seto, y abarca la región noreste de la península de Takanawa y varias islas en el mar Interior, entre las que se destacan las islas de Hakata, Oo, Oomi, Tsu (津島 Tsu-shima?) y Kuru.

### Localidades circundantes
- Prefectura de Ehime
  - Matsuyama
  - Saijō
  - Tōon

## Demografía
Según los datos del censo japonés, esta es la población de Imabari en los últimos años.
| 1995    | 2000    | 2005    | 2010    | 2015    |
| ------- | ------- | ------- | ------- | ------- |
| 185.435 | 180.627 | 173.983 | 166.532 | 158.114 |

## Economía

### Actividad comercial
- Imabari Daimaru
- Imabari Depart

### Actividad industrial
- Arigato Service
- Astillero Asakawa
- Astillero Imabari
- Ichihiro
- Ushio Reinetsu
- Uzushio Electric

## Accesos

### Autopistas
- Autovía de Nishiseto
  - Intercambiador Oomishima
  - Intercambiador Hakatajima
  - Intercambiador Ooshimakita
  - Intercambiador Ooshimaminami
  - Intercambiador Imabarikita
  - Intercambiador Imabari

- Autovía Imabari-Komatsu
  - Intercambiador Imabari
  - Intercambiador Imabariyunoura
  - Intercambiador Imabariasakura (en construcción)

### Rutas
- Ruta Nacional 196
- Ruta Nacional 317

### Ferrocarril
- Línea Yosan
  - Estación Kikuma
  - Estación Iyokameoka
  - Estación Oonishi
  - Estación Namikata
  - Estación Hashihama
  - Estación Imabari
  - Estación Iyotomita
  - Estación Iyosakurai

### Puerto
- Puerto de Imabari

## Personas ilustres
- Kenji Nagai – fotoperiodista
- Kenzō Tange – arquitecto

## Relaciones internacionales

### Ciudades hermanadas
- Ciudad de Panamá, Panamá
- Lakeland, Estados Unidos